# Pando (Uruguay)
Pando ist eine Stadt im Süden Uruguays.
Seit 2010 besteht zudem die Gemeinde (Municipio) Pando. Auf dem Gemeindegebiet von 114,9 km² leben 32.927 Einwohner.

## Geographie
Die Stadt befindet sich auf dem Gebiet des Departamentos Canelones in dessen Sektor 27. Sie liegt 24 km nordöstlich der Landeshauptstadt Montevideo und 10 km nordwestlich der Küste des Río de la Plata. Das Stadtzentrum liegt auf einer Höhe von 28 m ü. d. M. Östlich der Stadt fließt der Arroyo Pando, zu dessen beiden Seiten sich im Nordosten der Parque Municipal General Artigas erstreckt.

## Geschichte
Pando wurde am 5. August 1780 gegründet. Am 5. August 1920 wurde Pando durch das Ley 7.252 zur Ciudad (Stadt) ernannt.

## Infrastruktur

### Bildung
Pando verfügt über zwei weiterführende Schulen (Liceo). Diese sind das am 15. April 1944 gegründete Liceo Nº 1 de Pando "Dr. L. A. Brause" und das Liceo Nº 2 de Pando, das den Lehrbetrieb 2002 aufnahm. Zudem ist Pando Sitz der Escuela Militar de Aeronáutica, der Luftstreitkräfteschule der Fuerza Aérea Uruguaya.

### Verkehr
Pando liegt an der Fernstraße Ruta 8, die von Montevideo kommend nach Aceguá an der Nordgrenze des Landes führt.

### Museum
Seit 1997 befindet sich in Pando ein Eisenbahnmuseum, das Museo Ferroviario Don Eduardo Hernández Peña.

## Einwohner
Die Stadt hat 25.949 Einwohner, davon sind 13.610 weiblich und 12.339 männlich (Stand: 2011).
| Jahr | Einwohner |
| ---- | --------- |
| 1963 | 12.111    |
| 1975 | 16.406    |
| 1985 | 19.795    |
| 1996 | 23.384    |
| 2004 | 24.004    |
| 2011 | 25.949    |

Quelle: Instituto Nacional de Estadística de Uruguay

## Stadtverwaltung
Bürgermeister (Alcalde) von Pando war im Jahr 2015 Alcídez Pérez (Frente Amplio). Zuvor hatte Martin Varindelli (Frente Amplio) dieses Amt mindestens bis Februar 2011 inne.

## Söhne und Töchter der Stadt
- Pablo García (* 1977), Fußballspieler
- Abel Hernández (* 1990), Fußballspieler
- Juan José Iturriberry (* 1936), Komponist
- Pablo Lavandeira (* 1990), Fußballspieler
- Mauricio Loffreda (* 1990), Fußballspieler
- Andrés Martínez (* 1972), Fußballspieler
- Ferruccio Musitelli (1927–2013), Filmemacher und Dokumentarfilmer
- Alejandro Rodríguez (* 1986), Fußballspieler
- Máximo Santos (1847–1889), Militär und Präsident
- Michael Santos (* 1993), Fußballspieler
- Maximiliano Silvera (* 1997), Fußballspieler
- Armonía Somers (1914–1994), Schriftstellerin
- Agustín Tabárez (* 1994), Fußballspieler
- Facundo Vigo (* 1999), Fußballspieler